# La Loi du silence (chanson)
Cet article concerne la chanson de Johnny Hallyday. Pour le film d'Alfred Hitchcock, voir La Loi du silence.
Singles de Johnny Hallyday
La Paix
(2006) Imagine (en duo avec Læticia Hallyday)
(2006)
La Loi du silence est une chanson écrite par Pierre Lamy, composée par Marielle Hervé et interprétée par Johnny Hallyday. Elle figure sur l'album live Flashback tour : Palais des sports 2006 dont elle est un morceau inédit.
Sortie en single le 18 septembre 2006, la chanson se classe en tête des ventes en France (c'est le quatrième numéro un pour Johnny Hallyday depuis la création du Top 50), 5e en Belgique francophone et 44e en Suisse.

## Liste des titres
1. La Loi du silence (live) 3:04
2. Cours plus vite Charlie (live) 2:37

L'édition collector du single contient le clip de La Loi du silence.

## Classements hebdomadaires
| Classement (2006)                       | Meilleure position |
| --------------------------------------- | ------------------ |
| Belgique (Wallonie Ultratop 50 Singles) | 5                  |
| France (SNEP)                           | 1                  |
| Suisse (Schweizer Hitparade)            | 44                 |